# Altepetl

Het Azteekse rijk in 1519

De altepetl in de Azteekse samenleving was een lokale, op etniciteit gebaseerde bestuurlijke eenheid. Het woord is een combinatie van de Nahuatl-woorden "atl", dat "water" betekent, en "tepetl", dat berg betekent. De eenheid bestond meestal uit een dorp of stad met het gebied eromheen.